# Уоррен, Шейн
Шейн Уоррен (англ. Shane Warren; род. в Мельбурне, штат  Виктория) — австралийский конькобежец, специализирующийся в конькобежном спорте и шорт-треке. 3-хкратный серебряный призёр чемпионатов мира в шорт треке. 

## Спортивная карьера
Шейн Уоррен впервые участвовал на чемпионате мира по шорт-треку в Квебеке, где выиграл серебряную медаль эстафете вместе с Майклом Ричмондом, Майклом Хирном, Джеймсом Линчем и Родни Бейтсом. Уже на следующий год в Милане взял два серебра, одно на дистанции 500 метров, второе в эстафете, а в общем зачёте занял 4-е место. В 1982 году Шейн участвовал на мировом первенстве в Монктоне, но дальше четвертьфинала не прошёл на 500 и 1500 метров.